# Pierre II (roi de Chypre)
Pour les articles homonymes, voir Pierre de Lusignan.
Pierre II de Lusignan, dit Pétrin, né vers 1357, mort le 13 octobre 1382, roi de Chypre (1369-1382), fils de Pierre Ier (roi de Chypre) et d'Eléonore d'Aragon.
Il accéda au trône après le meurtre de son père et fut couronné à Nicosie en 1372 comme roi de Chypre, et le 12 octobre 1372 à Famagouste comme roi de Jérusalem. Une rixe éclata ce jour-là entre les Génois et les Vénitiens : le bayle vénitien et le podestat génois se disputaient l'honneur de tenir le rêne droit du coursier royal. Derrière cette querelle de préséance se cachaient les luttes d'influences entre les républiques italiennes pour savoir laquelle imposerait son protectorat sur Chypre. Les Vénitiens l'emportèrent, chassant les Génois qui envoyèrent une escadre qui prit rapidement le contrôle de l'île et lui imposèrent un protectorat économique.
Pour se débarrasser des Génois, Pierre II négocia avec Barnabé Ier Visconti seigneur de Milan, lequel pouvait attaquer Gênes et il épousa en 1378 sa fille Valentine Visconti. Ils eurent une fille, qui mourut jeune.
Cependant, ni l'alliance milanaise, ni l'alliance vénitienne ne permirent de mettre fin à la mainmise génoise. À sa mort, ce fut son oncle Jacques Ier qui lui succéda.

## Sources
- René Grousset, L'Empire du Levant : Histoire de la Question d'Orient, Paris, Payot, coll. « Bibliothèque historique », 1949 (réimpr. 1979), 648 p. (ISBN 978-2-228-12530-7)